# Villási László
Villási László (Dunakeszi, 1945. május 5. – Dunakeszi, 2011. január 13. előtt) politikus, a Dunakeszi konzervgyár mérnöke.

## Felsőfokú tanulmányai
- 1965–1971 Budapesti Műszaki Egyetem, Gépészmérnöki Kar
- 1979–1981 Budapesti Műszaki Egyetem, Gazdaságmérnöki Kar[2]

## Politikai pályája
- 1967–1990          Dunakeszi Városi Tanács tagja, végrehajtó bizottsági tag
- 1980–1988          Dunakeszi Városi Tanács elnökhelyettese
- 1988–1990          Dunakeszi Városi Tanács elnöke
- 1994–1996          Dunakeszi polgármestere[3][2]

## Tevékenysége
Villási László Dunakeszi lokálpatriótaként a város fejlesztését mindvégig szem előtt tartotta. Kiemelten kezelte a Városi Könyvtár (ma: Dunakeszi Kölcsey Ferenc Városi Könyvtár), a Szakorvosi Rendelőintézet és a Radnóti Miklós Gimnázium fejlesztését. Kezdeményezésére jött létre testvérvárosi kapcsolat Dunakeszi és az olaszországi Casalgrande között.

## Kitüntetései
- Élelmiszeripar Kiváló Dolgozója (1977)
- Munka Érdemrend ezüst fokozat (1989)[2]